# Stade Montois

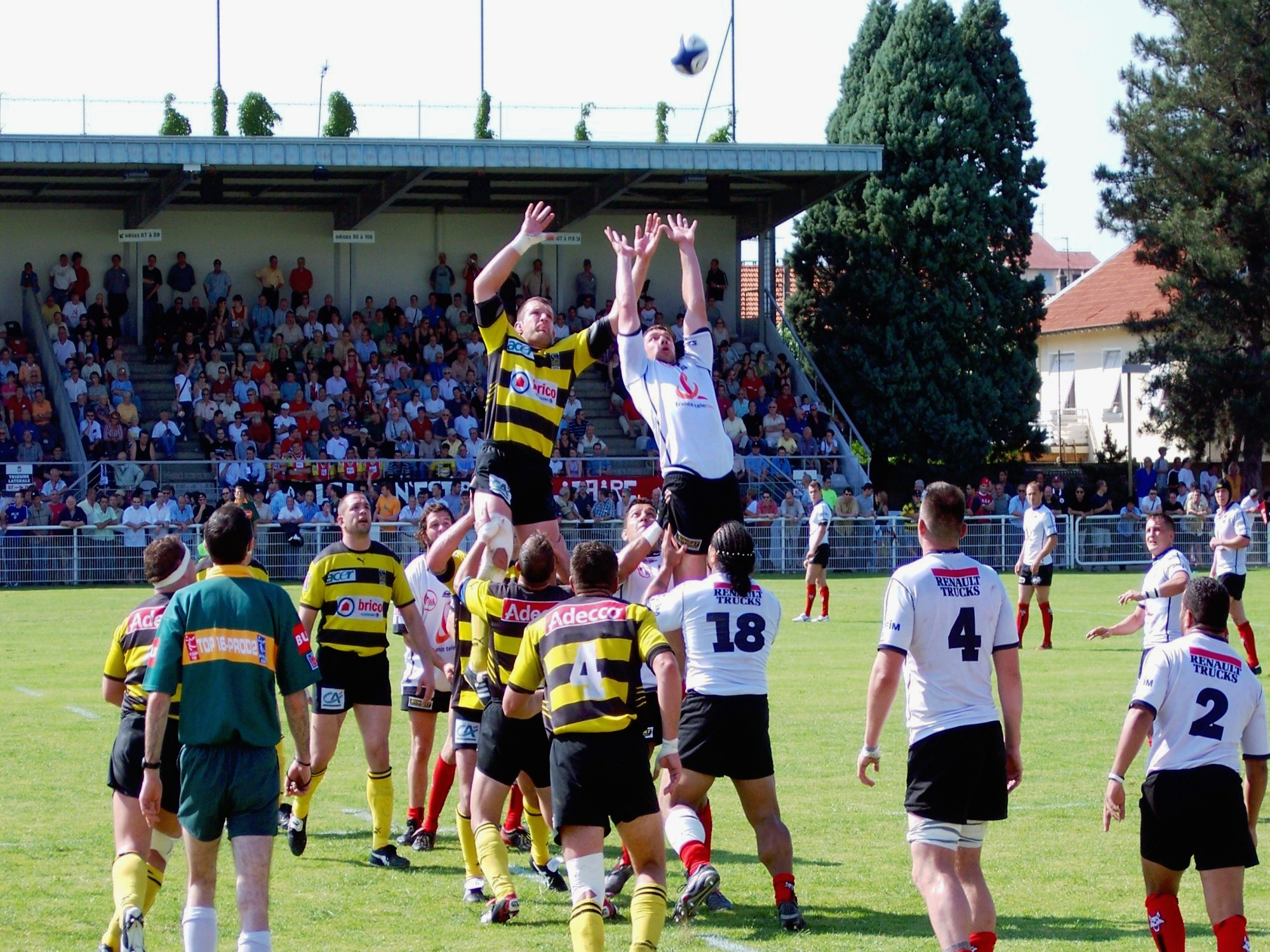
Stade Montois gegen LOU in Lyon (2005)

Stade Montois ist ein Rugby-Union-Verein aus der französischen Stadt Mont-de-Marsan im Département Landes. Er ist in der zweithöchsten Liga Pro D2 vertreten und trägt seine Heimspiele im Stade Guy-Boniface aus. Der größte Erfolg ist der Meistertitel im Jahr 1963.

## Geschichte
Zwar ist Stade Montois ein polysportiver Verein mit 28 verschiedenen Abteilungen, doch Rugby Union hatte schon immer die mit Abstand größte Bedeutung. Nach dem Gewinn einiger regionaler Titel in der Zwischenkriegszeit, erreichte die Mannschaft in den 1940er Jahren die nationale Spitze. 1949 stand Stade Montois erstmals im Meisterschaftsfinale. Das Spiel gegen Castres Olympique endete unentschieden 3:3 nach Verlängerung, weshalb eine Woche später Wiederholung fällig war; dieses verlor man dann aber mit 3:14.
1953 und 1959 erreichte Stade Montois erneut das Finale, verlor aber gegen den FC Lourdes bzw. den Racing Club de France. Zwischen 1960 und 1962 gewann man dreimal hintereinander die prestigeträchtige Challenge Yves du Manoir. 1963 stand Stade Montois erneut im Finale, gewann gegen US Dax und holte sich den ersten und bisher einzigen Meistertitel. Der Verein hatte in der Folge zwar keine große Bedeutung mehr, doch die Juniorenabteilung brachte zahlreiche berühmte Nationalspieler hervor.
Die Ligamannschaft der Assoziationsfußballabteilung erreichte mehrfach die landesweite Hauptrunde im Pokalwettbewerb (Coupe de France). Aus ihr ging mit Jacques Foix auch ein späterer Nationalspieler hervor, der 1949, noch bei Stade Montois, mit der französischen A-Jugend-Auswahl Junioren-Europameister wurde. 2013/14 treten die Fußballer der Montois, die ihre Heimspiele im Stade de l’Argenté bestreiten, in der vierten Liga an.

## Erfolge
- Meister: 1963
- Meisterschaftsfinalist: 1949, 1953, 1959
- Sieger Challenge Yves du Manoir: 1960, 1961, 1962
- Finalist Challenge Yves du Manoir: 1958, 1966
- Meister Pro D2: 2002

## Meisterschaftsfinalspiele von Stade Montois
| Datum        | Meister               | 2. Finalist   | Ergebnis | Ort                               | Zuschauer |
| ------------ | --------------------- | ------------- | -------- | --------------------------------- | --------- |
| 22. Mai 1949 | Castres Olympique     | Stade Montois | 14:3     | Stade des Ponts Jumeaux, Toulouse | 23.000    |
| 17. Mai 1953 | FC Lourdes            | Stade Montois | 21:16    | Stadium Municipal, Toulouse       | 32.500    |
| 24. Mai 1959 | Racing Club de France | Stade Montois | 8:3      | Parc Lescure, Bordeaux            | 31.098    |
| 2. Juni 1963 | Stade Montois         | US Dax        | 9:6      | Parc Lescure, Bordeaux            | 39.000    |

## Bekannte ehemalige Spieler

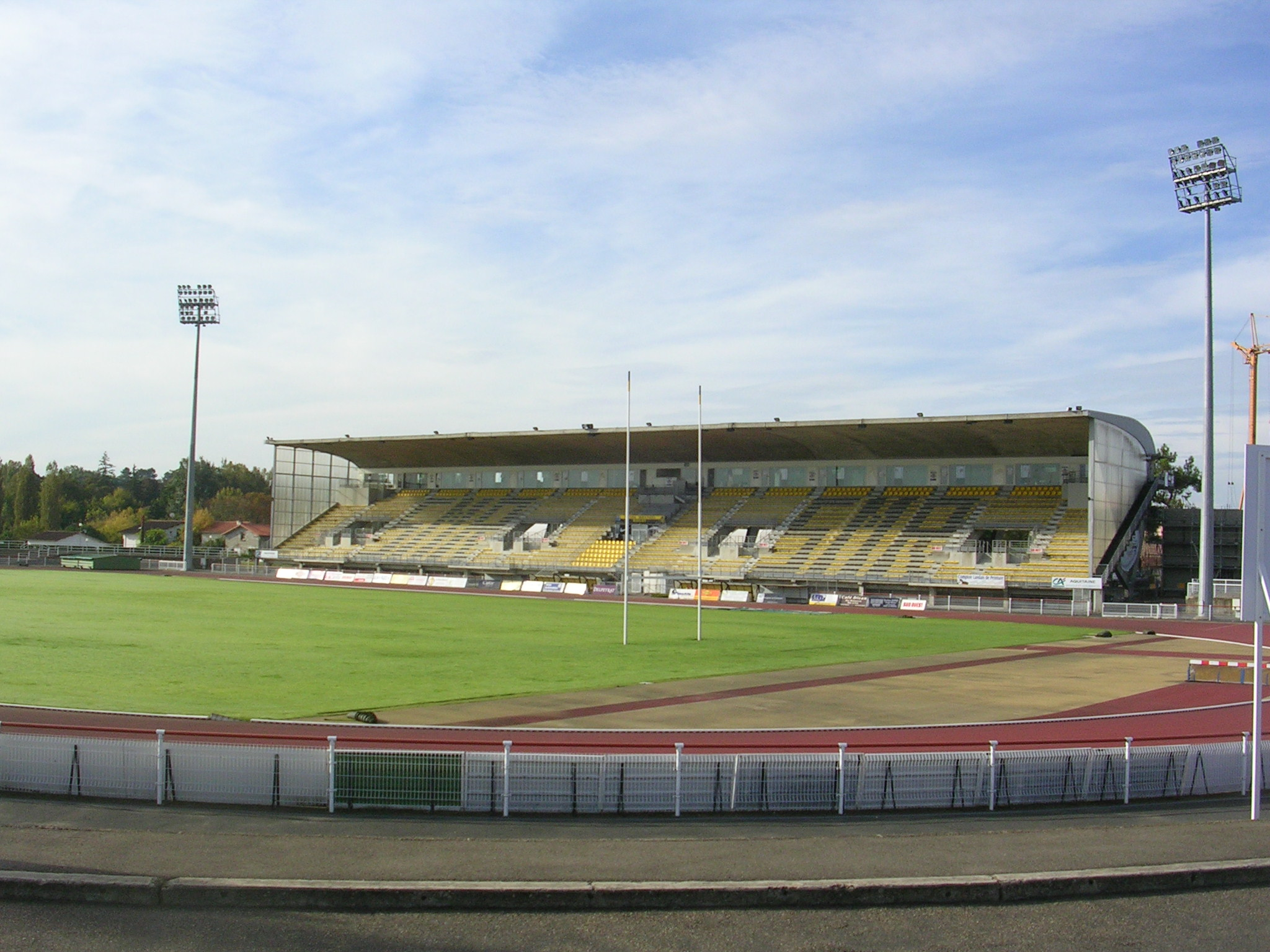
Stade Guy Boniface in Mont-de-Marsan

- Robert Baulon (Frankreich)
- André Boniface (Frankreich)
- Guy Boniface (Frankreich)
- Thomas Castaignède (Frankreich)
- Marc Dal Maso (Frankreich)
- Christian Darrouy (Frankreich)
- Benoît Dauga (Frankreich)
- Pierre Lacroix (Frankreich)
- Laurent Rodriguez (Frankreich)
- Waisale Serevi (Fidschi)